# Mîtkivți, Letîciv
Mîtkivți (în ucraineană Митківці) este o comună în raionul Letîciv, regiunea Hmelnîțkîi, Ucraina, formată numai din satul de reședință.

## Demografie
Componența lingvistică a comunei Mîtkivți
     Ucraineană (99,28%)
     Alte limbi (0,54%)
Conform recensământului din 2001, majoritatea populației comunei Mîtkivți era vorbitoare de ucraineană (99,28%), existând în minoritate și vorbitori de alte limbi.